# Leobaldo Pereira Pulido
Leobaldo Pereira Pulido (Martí, 31 de julio de 1972) es un deportista cubano que compitió en piragüismo en la modalidad de aguas tranquilas.
Participó en los Juegos Olímpicos de Sídney 2000, obteniendo una medalla de plata en la prueba de C2 1000 m. En los Juegos Panamericanos de 1999 consiguió dos medallas de oro.
Ganó cuatro medallas en el Campeonato Mundial de Piragüismo en los años 1999 y 2001.

## Palmarés internacional
| Juegos Olímpicos     | Juegos Olímpicos   | Juegos Olímpicos  | Juegos Olímpicos |
| Año                  | Lugar              | Medalla           | Competición      |
| -------------------- | ------------------ | ----------------- | ---------------- |
| 2000                 | Sídney (Australia) | Medalla de plata  | C2 1000 m        |
| Campeonato Mundial   |                    |                   |                  |
| Año                  | Lugar              | Medalla           | Competición      |
| 1999                 | Milán (Italia)     | Medalla de plata  | C2 1000 m        |
| 2001                 | Poznań (Polonia)   | Medalla de bronce | C2 200 m         |
| 2001                 | Poznań (Polonia)   | Medalla de oro    | C2 500 m         |
| 2001                 | Poznań (Polonia)   | Medalla de bronce | C2 1000 m        |
| Juegos Panamericanos |                    |                   |                  |
| Año                  | Lugar              | Medalla           | Competición      |
| 1999                 | Winnipeg (Canadá)  | Medalla de oro    | C2 500 m         |
| 1999                 | Winnipeg (Canadá)  | Medalla de oro    | C2 1000 m        |